# Banksia baxteri
Espèce
Banksia baxteri est une espèce de plantes à fleurs du genre Banksia et de la famille des Proteaceae. C'est un arbuste buissonnant que l'on rencontre sur la côte sud de l'Australie-Méridionale, entre Albany et Esperance.

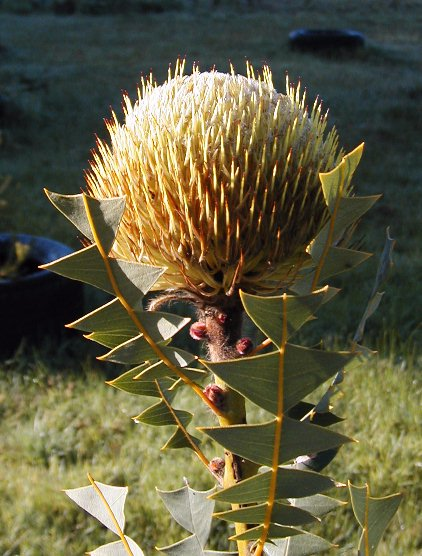
B. baxteri en culture à Colac.

Une étude de 1980 à Cheyne Beach a montré que cette espèce était pollinisée par le Méliphage de Nouvelle-Hollande et le Méliphage fardé.
Les fruits de Banksia baxteri sont des follicules qui s'ouvrent et libèrent leurs graines sous l'effet d'un feu de broussaille. Les graines devront attendre la pluie pour entamer leur germination. Elles mettent de 21 à 42 jours pour germer.